# Satyrium striatum
Satyrium striatum là một loài thực vật có hoa trong họ Lan. Loài này được Thunb. miêu tả khoa học đầu tiên năm 1794.